# Morton, South Kesteven
Morton är en by i South Kesteven i Lincolnshire i England. Orten har 2 352 invånare (2001). Byn nämndes i Domedagsboken (Domesday Book) år 1086, och kallades då Mortun(e).